# Trichoniscoides pitarquensis
Trichoniscoides pitarquensis là một loài chân đều trong họ Trichoniscidae. Loài này được Cruz miêu tả khoa học năm 1993.